# Loyat
 Loyat  (en bretón Loiad) es una población y comuna francesa, situada en la región de Bretaña, departamento de Morbihan, en el distrito de Vannes y cantón de Ploërmel.

## Demografía
| 1702 | 1563 | 1465 | 1420 | 1465 | 1442 |
| Para los censos de 1962 a 1999 la población legal corresponde a la población sin duplicidades (Fuente: INSEE [Consultar]) |      |      |      |      |      |